# 함양로
함양로(Hamyang-ro)는 경상남도 함양군 함양읍 죽림리 팔령과 안의면 석천리 안의 교차로를 잇는 경상남도의 도로이다. 함양읍의 중심부를 지나는 도로이기 때문에 이러한 명칭이 부여되었으며, 대부분의 구간이 국도 제24호선에 속한다.

## 연혁
- 1999년 12월 21일 : 안의우회도로(함양군 안의면 당본리 ~ 석천리) 1.65km 구간 개통 및 기존 1.85km 구간 폐지[1]
- 2009년 7월 10일 : 2개 이상 시·도에 걸쳐 있는 도로로 함양로를 고시[2]

## 주요 경유지
경상남도
- 함양군 (함양읍 · 지곡면 · 안의면)

## 노선
| 이름              | 접속 노선                                 | 소재지        | 소재지        | 비고               |
| 황산로와 직결     | 황산로와 직결                             | 황산로와 직결 | 황산로와 직결 | 황산로와 직결      |
| ----------------- | ----------------------------------------- | ------------- | ------------- | ------------------ |
| 팔령              |                                           | 함양군        | 함양읍        | 국도 제24호선 구간 |
| (조동)            | 지방도 제1023호선 (지리산가는길)          | 함양군        | 함양읍        | 국도 제24호선 구간 |
| 갈은고개          |                                           | 함양군        | 함양읍        | 국도 제24호선 구간 |
| 난평삼거리        | 국도 제24호선 (한들로)                    | 함양군        | 함양읍        | 국도 제24호선 구간 |
| 두루침교 남단     | 함양남서로                                | 함양군        | 함양읍        |                    |
| 함양1교 교차로    | 지방도 제1001호선 (동위천2길) (동위천3길) | 함양군        | 함양읍        |                    |
| 용평리            | 용평중앙길 학사루길                       | 함양군        | 함양읍        |                    |
| 동문사거리        | 고운로                                    | 함양군        | 함양읍        |                    |
| 함양중학교 교차로 | 필봉산길 함양배움길                       | 함양군        | 함양읍        |                    |
| 교산리            | 국도 제24호선 (한들로) 뇌계길             | 함양군        | 함양읍        | 국도 제24호선 구간 |
| (행복마을입구)    | 보산로                                    | 함양군        | 함양읍        | 국도 제24호선 구간 |
| 보산교            | 공배길                                    | 함양군        | 지곡면        | 국도 제24호선 구간 |
| (효산)            | 보산로                                    | 함양군        | 지곡면        | 국도 제24호선 구간 |
| 지곡교            | 병곡지곡로                                | 함양군        | 지곡면        | 국도 제24호선 구간 |
| 지곡농협          | 지곡창촌길                                | 함양군        | 지곡면        | 국도 제24호선 구간 |
| (덕암)            | 덕암길                                    | 함양군        | 지곡면        | 국도 제24호선 구간 |
| 덕암 교차로       | 주암길                                    | 함양군        | 지곡면        | 국도 제24호선 구간 |
| (마산)            | 마산길                                    | 함양군        | 지곡면        | 국도 제24호선 구간 |
| 지곡 나들목       | 35호선 통영대전고속도로                   | 함양군        | 지곡면        | 국도 제24호선 구간 |
| (봉곡)            | 계곡길                                    | 함양군        | 지곡면        | 국도 제24호선 구간 |
| (중방)            | 남효중방로                                | 함양군        | 지곡면        | 국도 제24호선 구간 |
| 당본육교          | 광풍로                                    | 함양군        | 안의면        | 국도 제24호선 구간 |
| 남강교            |                                           | 함양군        | 안의면        | 국도 제24호선 구간 |
| 안의 교차로       | 국도 제3호선 국도 제24호선 (거함대로)     | 함양군        | 안의면        | 국도 제24호선 구간 |

## 주요 건물 및 시설
- 내곡마을회관 (경상남도 함양군 함양읍 함양로 405)
- 함양재해구호물류센터 (경상남도 함양군 함양읍 함양로 507)
- 천령유치원 (구 석복초등학교, 경상남도 함양군 함양읍 함양로 911)
- 연꽃노인요양원 (경상남도 함양군 함양읍 함양로 983-17)
- 함양연꽃의집 (경상남도 함양군 함양읍 함양로 983-30)
- 함양군선거관리위원회 (경상남도 함양군 함양읍 함양로 1043)
- 함양고등학교 (경상남도 함양군 함양읍 함양로 1063)
- 서부지방산림청 함양국유림관리소 (경상남도 함양군 함양읍 함양로 1072)
- NH농협은행 함양군지부 (경상남도 함양군 함양읍 함양로 1141)
- 함양청년회의소 (경상남도 함양군 함양읍 함양로 1143)
- 함양교육지원청 (경상남도 함양군 함양읍 함양로 1157)
- 한국농어촌공사 거창함양지사 함양지소 (경상남도 함양군 함양읍 함양로 1161)
- 봉강 2,3리 마을회관 (경상남도 함양군 함양읍 함양로 1206-26)
- 한국전력공사 함양지사 (경상남도 함양군 함양읍 함양로 1207)
- 지곡면사무소 (경상남도 함양군 지곡면 함양로 1882)
- 지곡보건지소 (경상남도 함양군 지곡면 함양로 1882-1)